# Intimate Strangers
Pour plus de détails, voir Fiche technique et Distribution.
Intimate Strangers (hangeul : 완벽한 타인 ; RR : Wanbyeokhan tain, littéralement « Parfaits inconnus ») est une comédie dramatique sud-coréenne réalisée par Lee Jae-gyu, sortie en 2018. Il s’agit d’un remake du film italien Perfetti sconosciuti (2016).
Elle totalise plus de cinq millions d'entrées au box-office sud-coréen de 2018.

## Synopsis
Seok-ho et Ye-jin, un couple marié, invitent leurs amis proches pour une pendaison de crémaillère et finissent par jouer à un jeu dans lequel ils doivent partager tous les messages et appels de leurs téléphones portables. Bien que cela commence gentiment, de plus en plus de vérités cachées et dérangeantes font surface, ce qui les rend de plus en plus étrangers entre eux,.

## Fiche technique
- Titre original : 완벽한 타인
- Titre international : Intimate Strangers
- Réalisation : Lee Jae-gyu
- Scénario : Bae Se-young, d'après le scénario de Perfetti sconosciuti
- Photographie : Kim Sung-an
- Montage : Shin Min-kyeong
- Musique : Mowg
- Production : Lee Yong-nam
- Sociétés de production : Film Monster Co. et DramaHouse
- Société de distribution : Lotte Entertainment
- Pays d’origine :  Corée du Sud
- Langue originale : coréen
- Budget : 4,5 millions € (5,8 milliards ₩)
- Format : couleur
- Genre : comédie dramatique
- Durée : 115 minutes
- Date de sortie :
  - Corée du Sud : 31 octobre 2018

## Distribution
- Yoo Hae-jin : Tae-soo[3]
- Jo Jin-woong : Seok-ho[3]
- Lee Seo-jin (en) : Joon-mo[3]
- Yeom Jeong-a : Soo-hyun, la femme de Tae-soo[3]
- Kim Ji-soo (en) : Ye-jin, la femme de Seok-ho[3]
- Song Ha-yoon (en) : Se-kyung, la femme de Joon-mo[2]
- Yoon Kyung-ho : Young-bae
- Ji Woo (en) : la fille de Seok-ho et Ye-jin
- Lee Soon-jae (en) : le père de Young-bae (voix)
- Ra Mi-ran : Kim So-wol (voix)
- Jo Jeong-seok : Yeon-woo (voix)
- Kim Min-kyo (en) : Min-soo (voix)
- Jo Dal-hwan : l'inspecteur Kang Kyung-joon (voix)
- Lee Do-kyung : le père de Ye-jin's father (voix)
- Jin Seon-kyu : le gars de Facebook (voix)
- Choi Yu-hwa (en) : Chae-young (voix)
- Jung Suk-young : l'ami de Joon-mo (voix)

## Production
Le tournage a lieu du 27 décembre 2017 au 12 février 2018,.

## Accueil

### Sortie
Le film sort dans les salles sud-coréennes le 31 octobre 2018 en même temps que les films américains Bohemian Rhapsody, Halloween et La Prophétie de l'horloge.

### Accueil critique
Yoon Min-sik du The Korea Herald donne une critique mitigée et écrit : « Bien que le début soit assez ennuyeux, l'intérêt se réchauffe rapidement - à la fois en termes de rire et de drame. Cela est dû en grande partie à la qualité de jeu de la plupart des acteurs mais les dialogues banals semblent génériques et les personnages stéréotypés. Cependant, ces problèmes sont mineurs comparés à la façon dont le film se conclut et qui m'a laissé confus sur mon retentissement vis-à-vis du film ».

### Box-office
Le film domine le box-office national lors de son premier jour d'exploitation avec 273 972 spectateurs et 1,5 million $ de recettes. C'est le meilleur démarrage de comédie de l'année. Le 3 novembre, quatre jours après sa sortie, le film dépasse le million d'entrées, ce qui en fait la comédie la plus rapide à franchir le cap dans l'année.